# Cales
För andra betydelser, se Cales (olika betydelser).

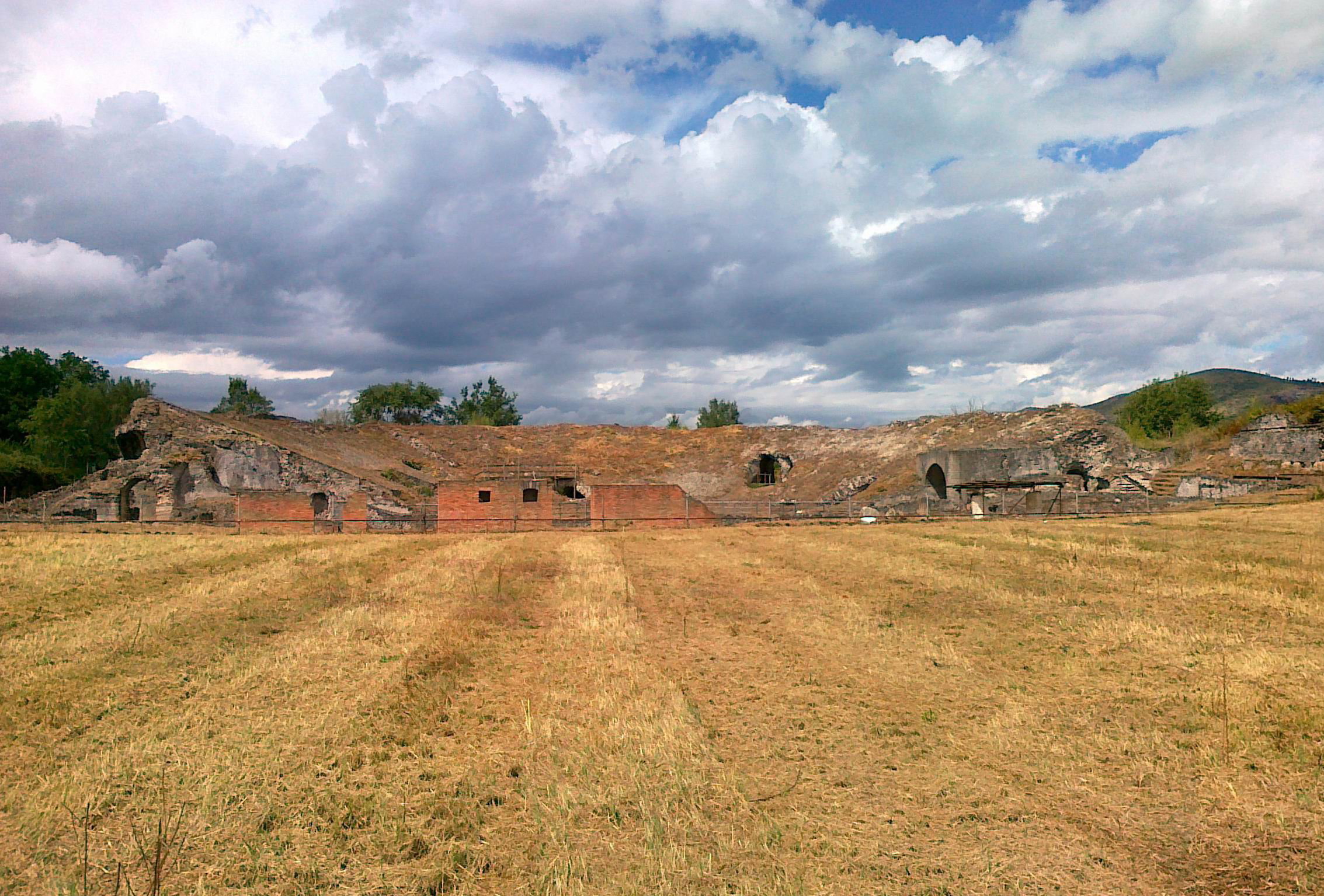

Cales var en stad i antikens Kampanien som låg på via Latina. Den tillhörde ursprungligen folkslaget aurunker. Den återfinns idag i kommunen Calvi Risorta, provinsen Caserta regionen Kampanien, Italien.
Staden var välmående mycket på grund av sin bördiga mark och sin produktion av svart glaserad keramik (som till och med exporterades till Etrurien).
Romarna erövrade staden år 335 f.Kr. och etablerade en romersk koloni i staden. Kolonin hade latinska rättigheter och bestod av 2500 romerska medborgare. Cales var noden i det romerska närvaron i Kampanien och spelade därför en viktig roll. Fram till Tacitus dagar var det också säte för södra Italiens quaestor. Staden innehade också en viktig position i kriget mot Hannibal. Före år 184 f.Kr. sändes fler bosättare dit. Efter Bundsförvantskriget 91–88 f.Kr. fick staden status som ett municipium. På fyrahundratalet e.Kr. blev staden biskopssäte och på elvahundratalet byggdes där en katedral.
Det finns betydande lämningar efter staden. Bland dessa kan nämnas en amfiteater, tempel och nekropolis.